# Inocybe corydalina
Inocybe corydalina Lucien Quélet, 1875) din încrengătura Basidiomycota, în familia Inocybaceae și de genul Inocybe este o specie răspândită de ciuperci necomestibile care coabitează, fiind un simbiont micoriza (formează micorize pe rădăcinile arborilor). Un nume popular nu este cunoscut. În România, Basarabia și Bucovina de Nord trăiește de la câmpie la munte pe sol calcaros în grupuri adesea destul de mari în păduri de foioase, mai ales sub fagi și stejari, dar apare de asemenea în parcuri, câteodată în livezi. Uneori se poate găsi chiar și pe lângă conifere. Timpul apariției este din (aprilie) iunie până în noiembrie.

## Taxonomie

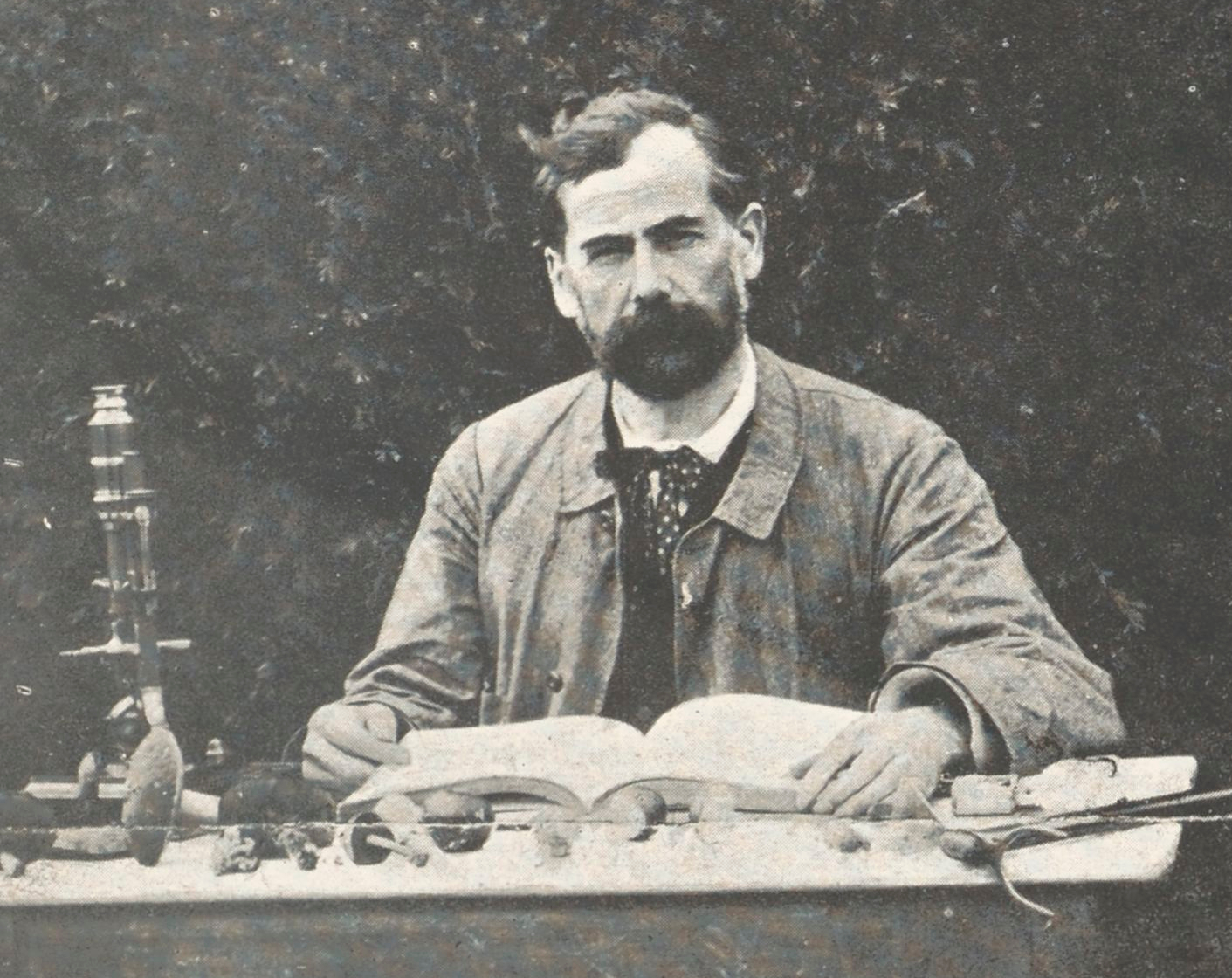
Lucien Quelet

Numele binomial a fost determinat de micologul francez Lucien Quélet sub taxonul valabil actual (2021) în publicația sa Mémoires de la Société d'Émulation de Montbéliard din 1872.
Denumirea Inocybe albidula a micologului italian Pier Andrea Saccardo pe baza descrierii a lui Max Britzelmayr este doar acceptată parțial drept sinonim al speciei. Astfel comitetul de nomenclatură  Mycobank o declară sinonim al speciei Inocybe fraudans.
Toate celelalte denumiri precum variațiile descrise (vezi infocaseta) sunt acceptate sinonim.
Epitetul specific este derivat din cuvântul de limba greacă veche (greacă veche κορυδαλλις=ciocârlan, și ciocârlie), aparent legat de substantivul (greacă veche κορυς=creastă de cască, craniu, vârf), datorită aspectului pălăriei.

## Descriere

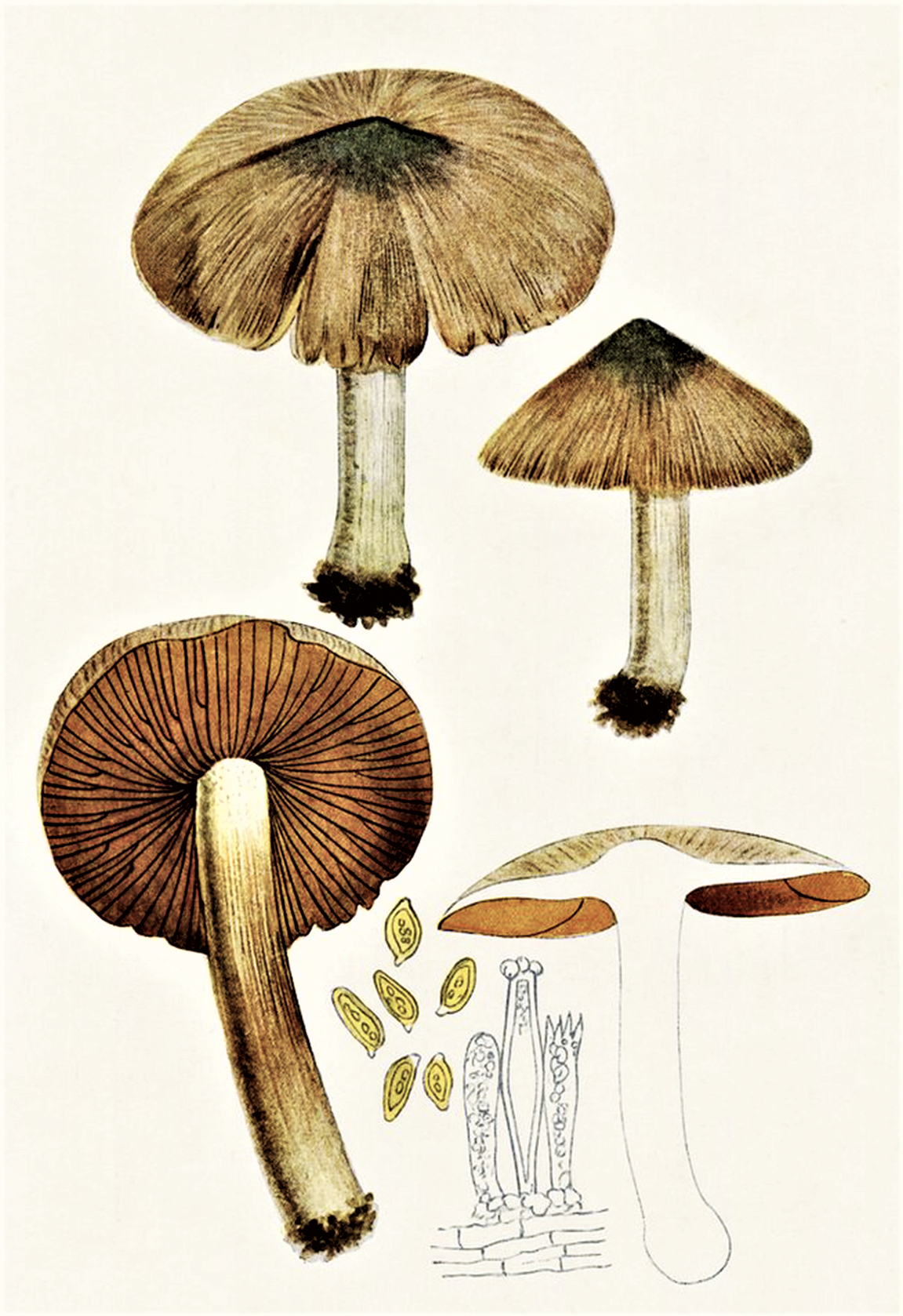
Bres.: Inocybe corydalina

- Pălăria: destul de subțire și fibroasă are un diametru de 2,5-6 (8) cm, este inițial emisferică, dar repede conică până convexă, la bătrânețe plat-convexă, de obicei cu un gurgui turtit și crestat. Marginea răsfrântă în jos care se întinde ceva peste lamele prezintă la început o cortină palidă trecătoare, devenind cu avansarea în vârstă conturată cu (uneori) pete albe și multe rupturi longitudinale de lungime diferită. Cuticula mată este presărată cu multe scvame fibroase, mai frecvente spre mijloc. Coloritul variază, el poate fi bej-ocru, bej-gri, brun-verzui, gri-maroniu cu tendința de a păta roșiatic la exemplarele adulte, discul central fiind mereu întunecat, mai mult sau mai puțin verde închis până la brun-negricios.
- Lamelele: sunt numeroase, subțiri, dense, neregulat intercalate și aderate bombat la picior (numit: șanț de castel). Coloritul mai întâi gri-albicios până deschis gri-brun devine mai târziu ocru-brun până brun-verzui, muchiile cu gene fine albicioase.
- Piciorul: de 3-10 (12) cm înălțime, 0,4-1,6 (2) cm grosime cu un context cărnos-fibros este lucios, cilindric, spre jos uneori puțin îndoit, îngroșat la bază și plin pe dinăuntru. În partea de sus este neted și albicios, în mijloc nu rar cu nuanțe roșiatice, iar în cea de jos fin dungat longitudinal bej-ocru deschis, bej-cenușiu sau verde-maroniu, la bază mai închis brun și verzui la capăt. Nu prezintă un inel.
- Carnea: este albicioasă, destul de subțire cu tendința de a înroși acolo unde este deteriorată și în mușcăturile de insecte, înnegrindu-se la bătrânețe. Are un miros de pere în putrefacție sau puternic și pătrunzător de stiren, gustul fiind la început aproape plăcut, dar curând grețos.[3][4]
- Caracteristici microscopice: are spori de 8-12 x 5-6 microni, ocru-gălbui, netezi, în formă de migdale cu o papilă apicală mai mult sau mai puțin pronunțată și o ușoară depresiune adaxială în proiecție laterală, de la elipsoid la ovoidal în proiecție frontală, cu  apicolul aici bine evidențiat. Pulberea lor este brună ca tutunul. Basidiile strict clavate cu 4, rar cu 2 sterigme, măsoară 27-30 (40) x 8-10 microni. Cistidele (elemente sterile situate în stratul himenal sau printre celulele din pielița pălăriei și a piciorului, probabil cu rol de excreție) de (31,0) 35,54-54,75 (62,6) x (9,3) 10,3-15,07 (17,5) fusiforme până la sub-clavate sau sub-cilindrice, adesea curbate pe o parte, nu foarte numeroase, cu pereți groși (1,5-2 µm), au o reacție neglijabilă la hidratul de amoniu, cristalele în majoritatea cistidelor nefiind foarte evidente. Paracistidele (cistide numai puțin diferențiate de pe muchiile lamelor) hialine și de obicei cu pereți subțiri, sunt strict până larg clavate cu o mărime de (12,2) 14,68-27,28 (31,1) x (6,0) 6,56-10,64 (10,9) microni. Caulocistidele (cistide situate la suprafața piciorului) lipsesc. Prezintă catarame în toate țesuturile bazidiomei.[9][10]
- Reacții chimice: nu sunt cunoscute.[11]

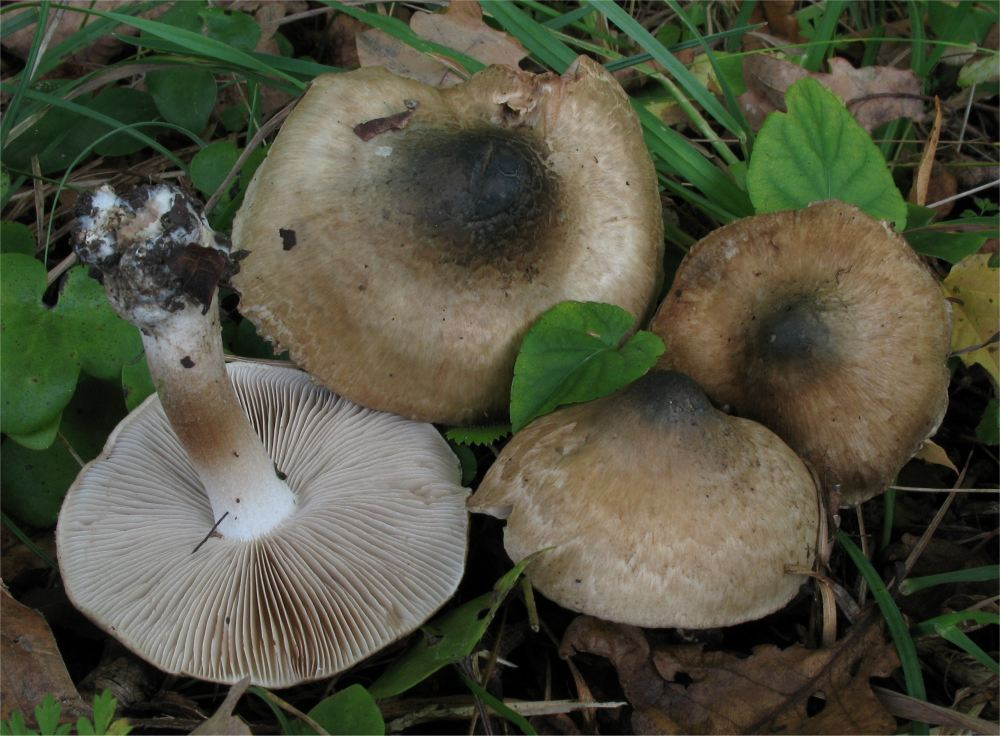
I. corydalina, pălărie, lamele și picior
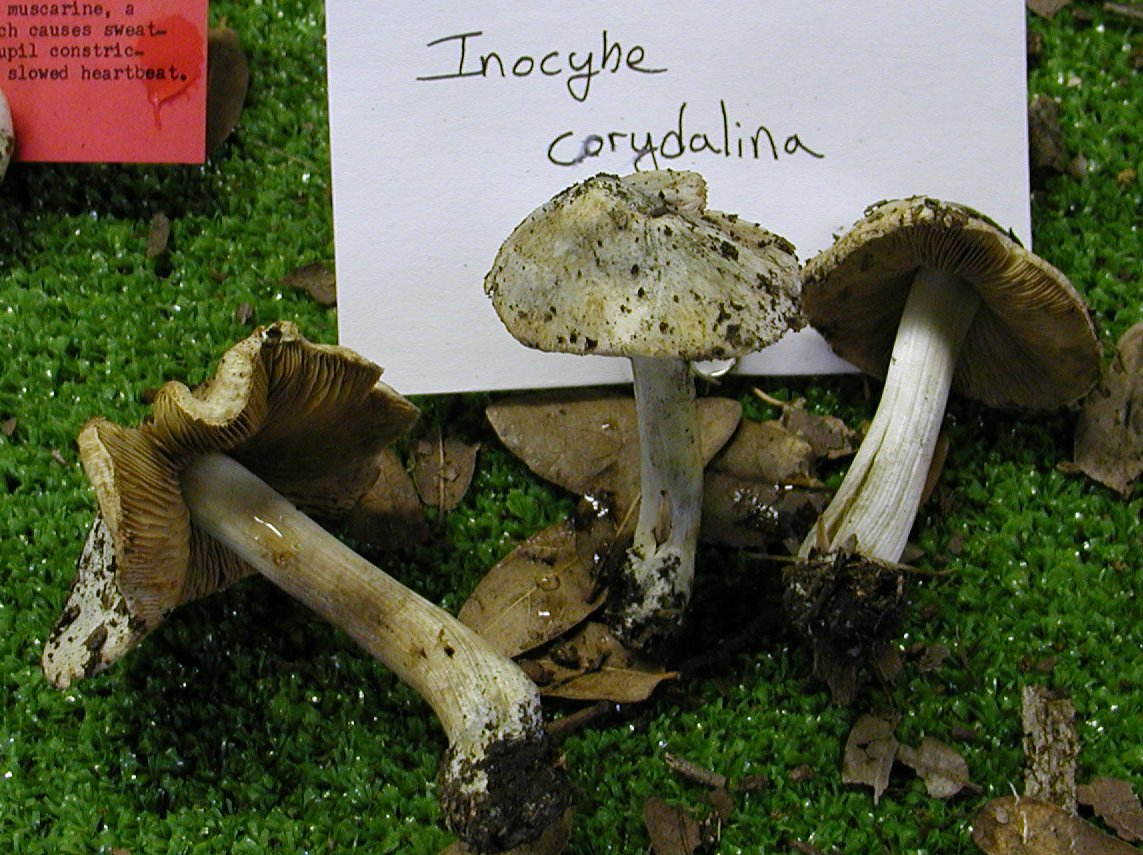
I. corydalina bătrâne
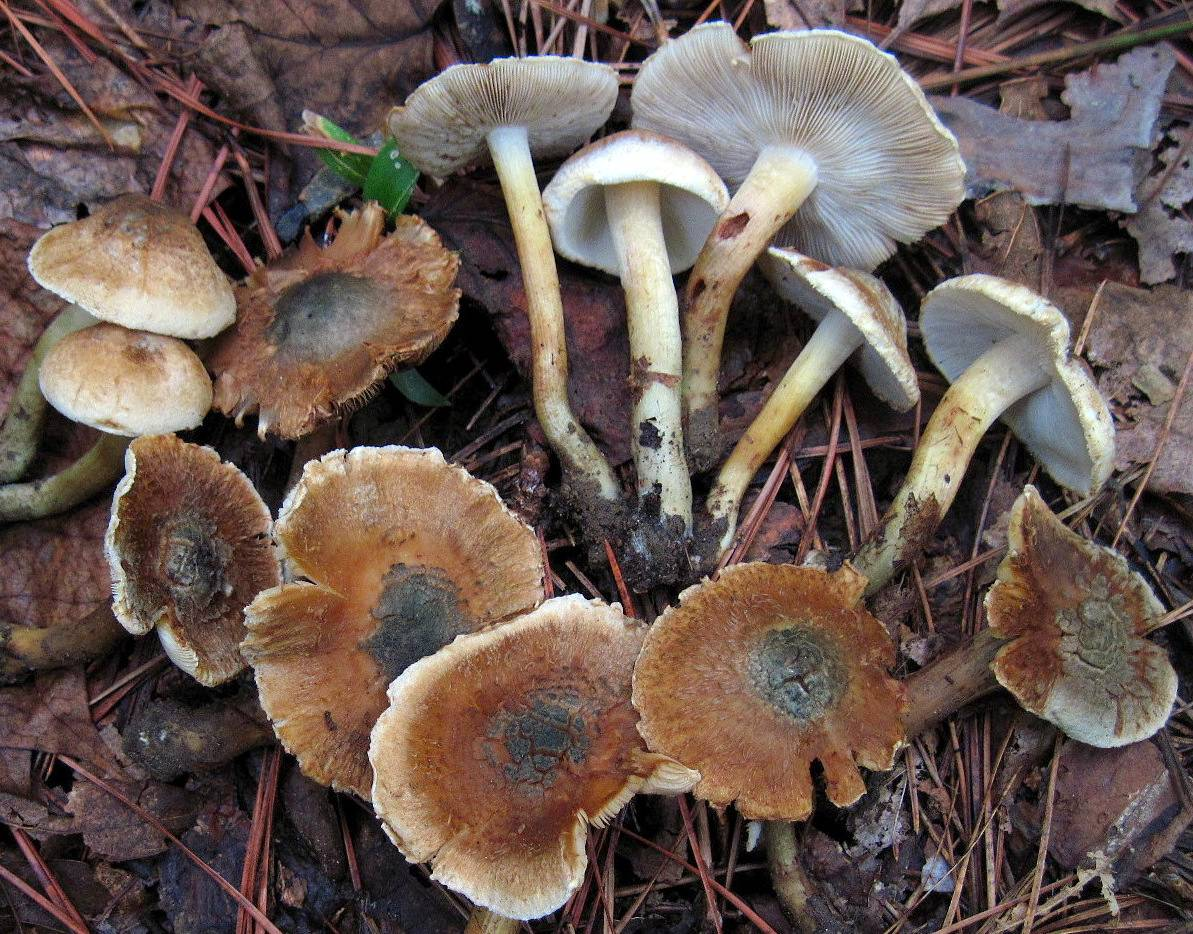
I. corydalina grup

## Confuzii
Ciuperca și variațiile ei pot fi confundate în mod normal numai cu alte specii otrăvitoare de genul Inocybe, ca de exemplu: Inocybe aeruginascens, Inocybe asterospora (foarte otrăvitoare, posibil letală), Inocybe bongardii, Inocybe cookei, Inocybe erubescens, Inocybe fraudans, Inocybe godeyi, Inocybe grammata, Inocybe haemacta, Inocybe mixtilis, Inocybe napipes, Inocybe praetervisa, Inocybe pudica, Inocybe rimosa, Inocybe splendens, Inocybe squamata, sau Inocybe terrigena, dar de asemenea cu Entoloma conferendum (otrăvitoare), Entoloma griseocyaneum  ori Entoloma jubatum (necomestibil).

## Specii asemănătoare în imagini

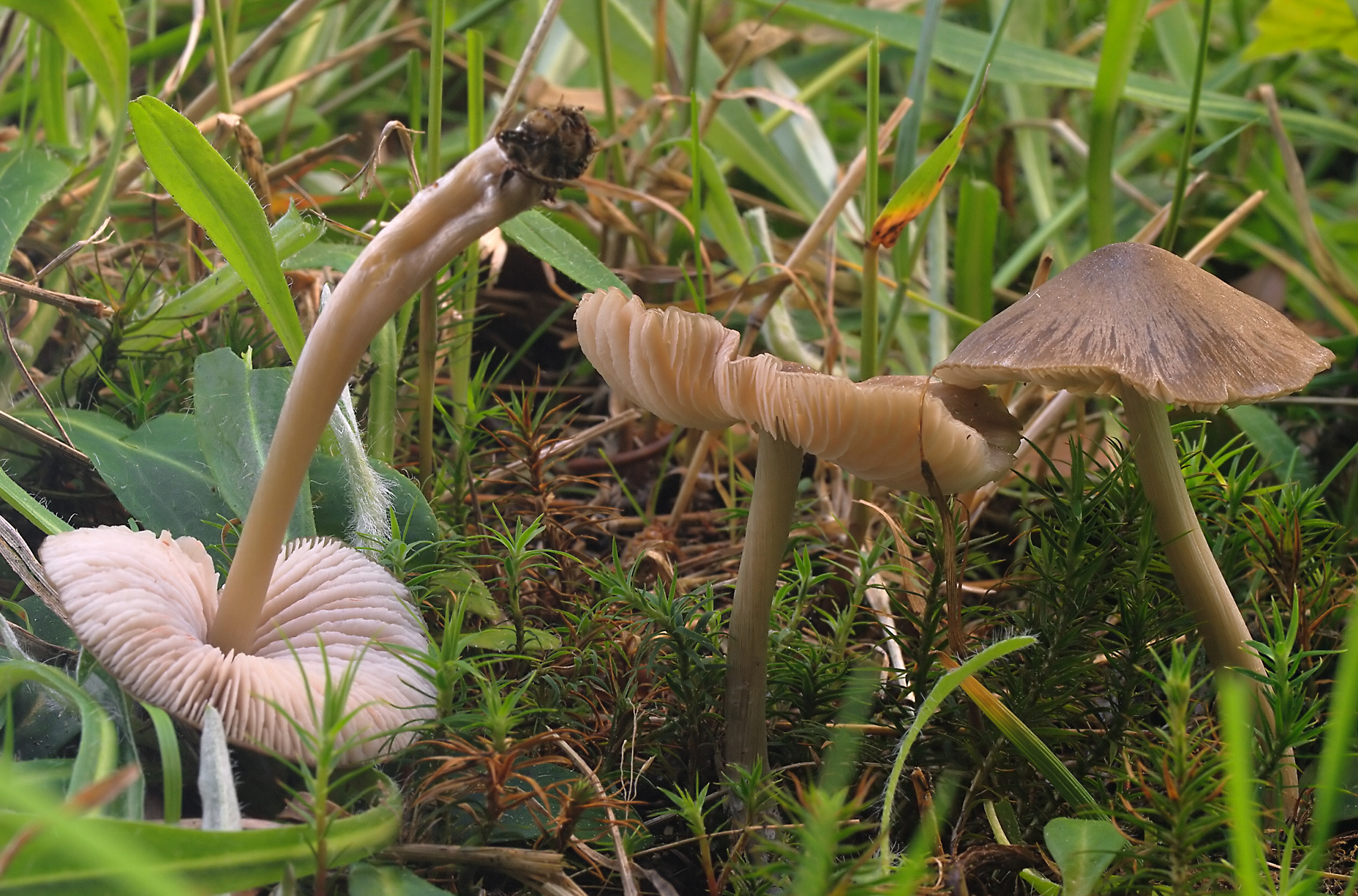
Entoloma conferendum
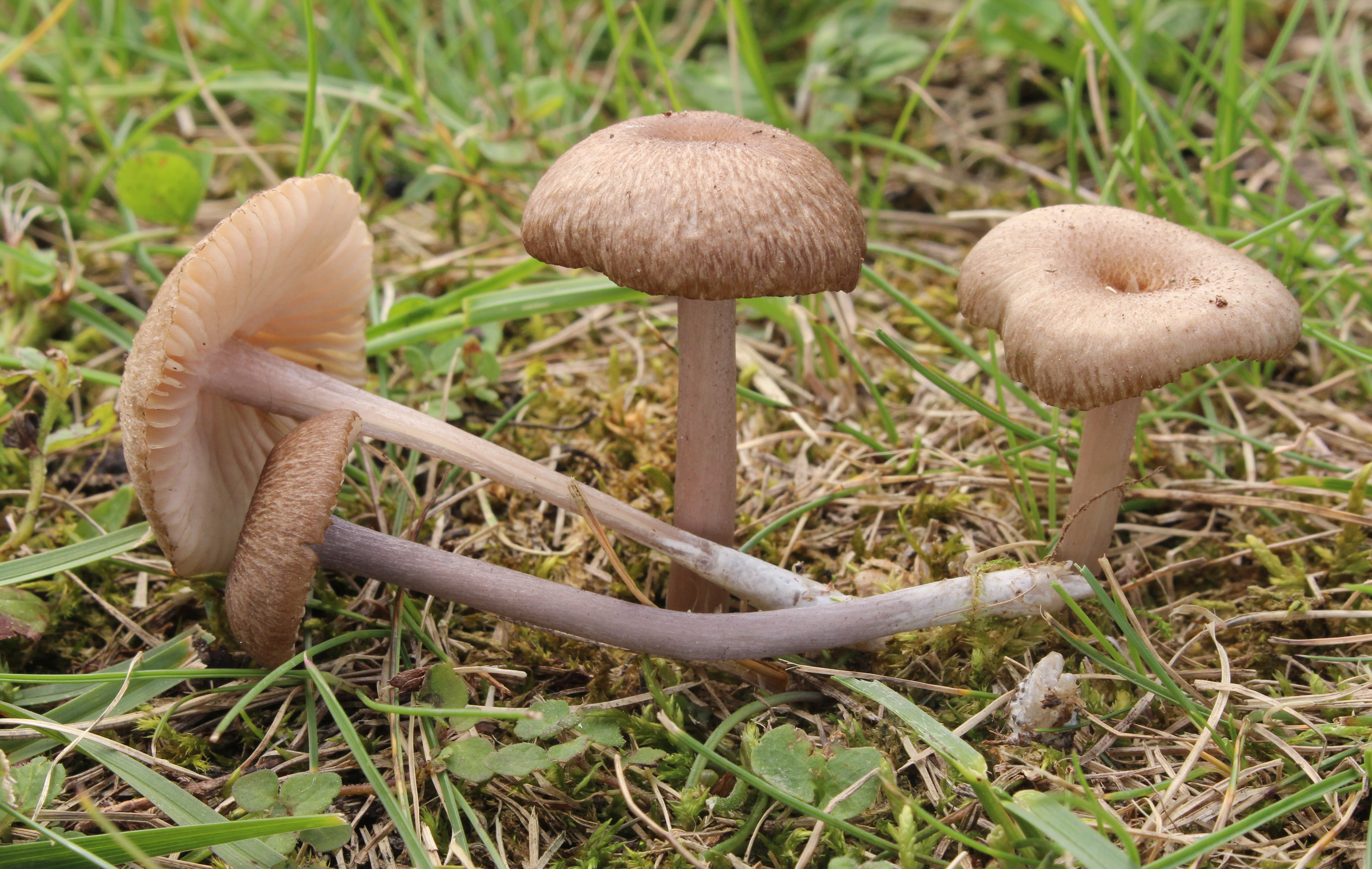
!Entoloma griseocyaneum!
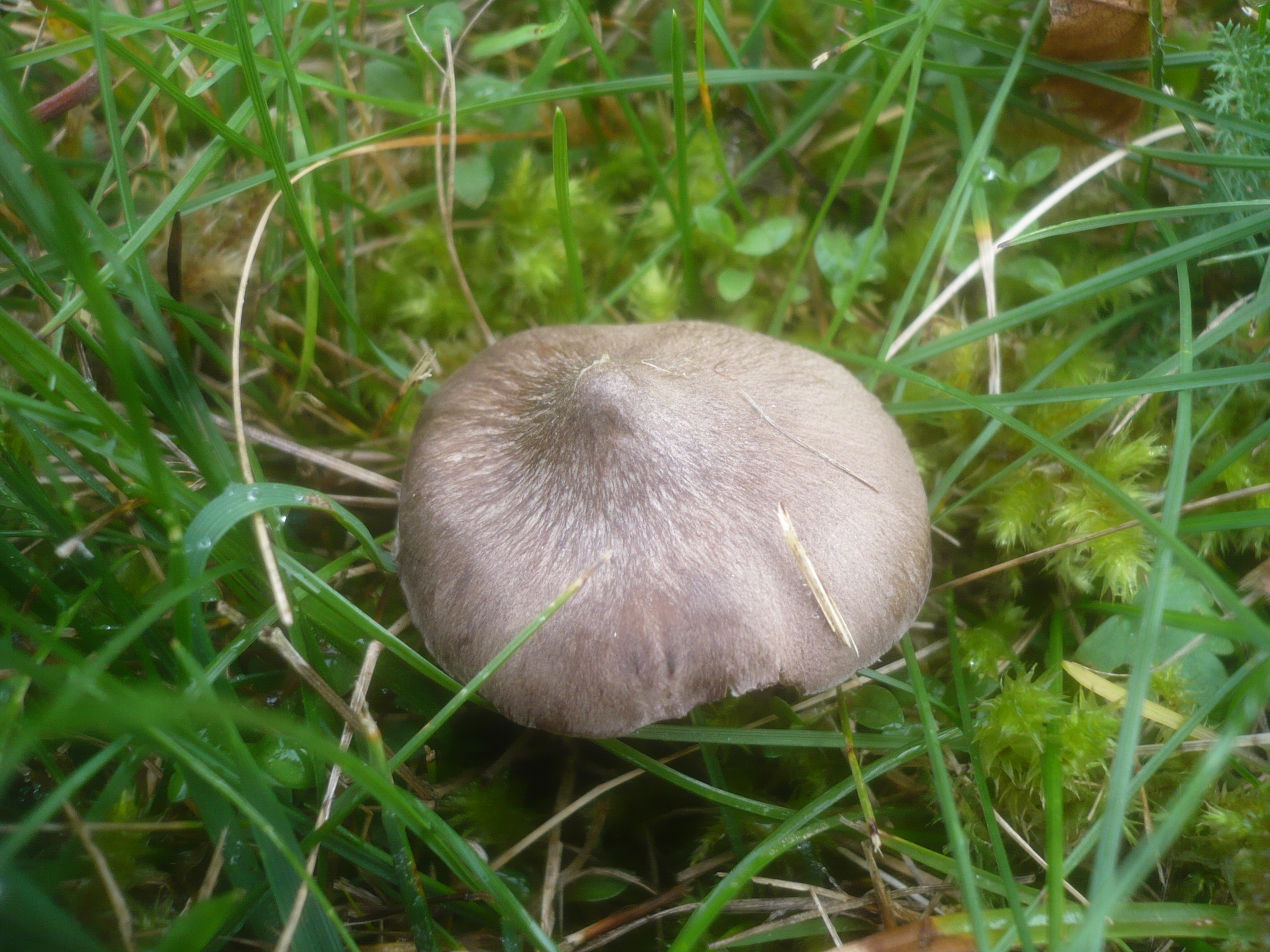
!Entoloma jubatum!
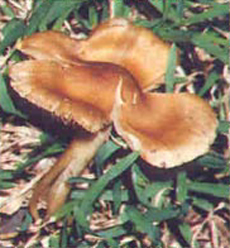
!!!Inocybe aeruginascens!!!
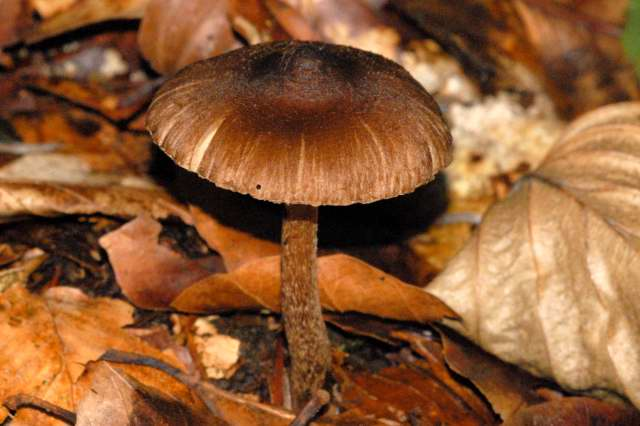
!!!Inocybe asterospora!!!
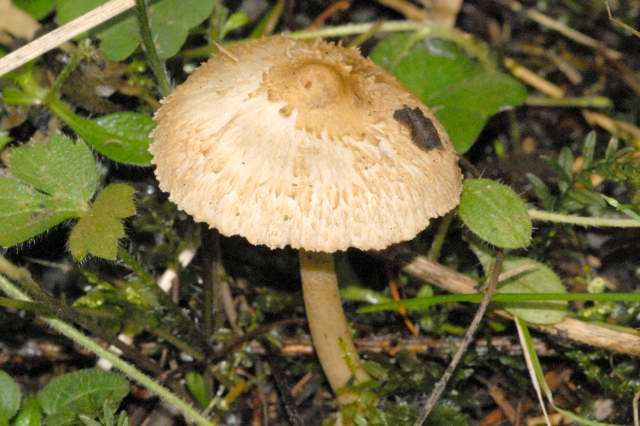
!!Inocybe.bongardii!!
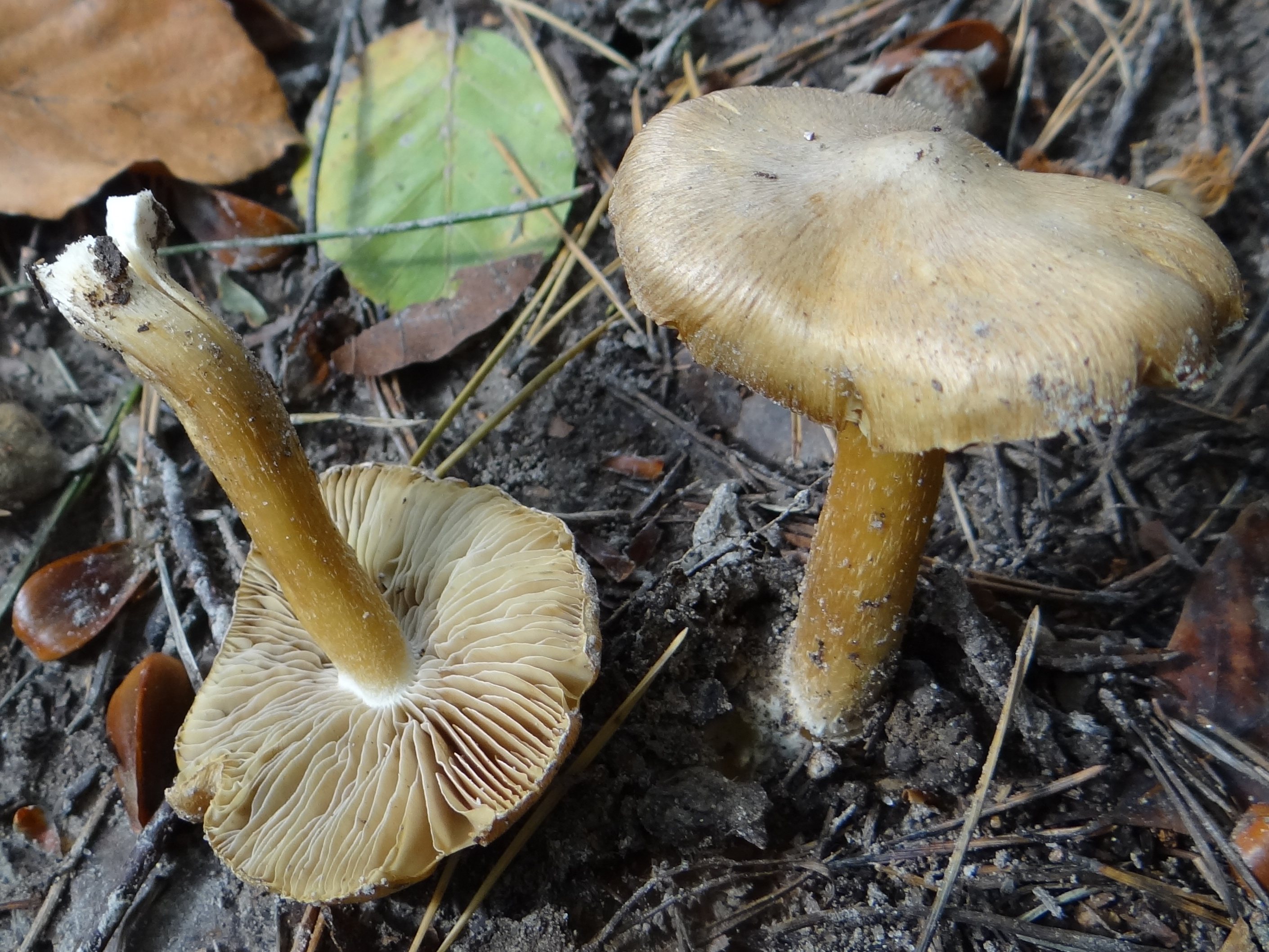
!!Inocybe cookei!!
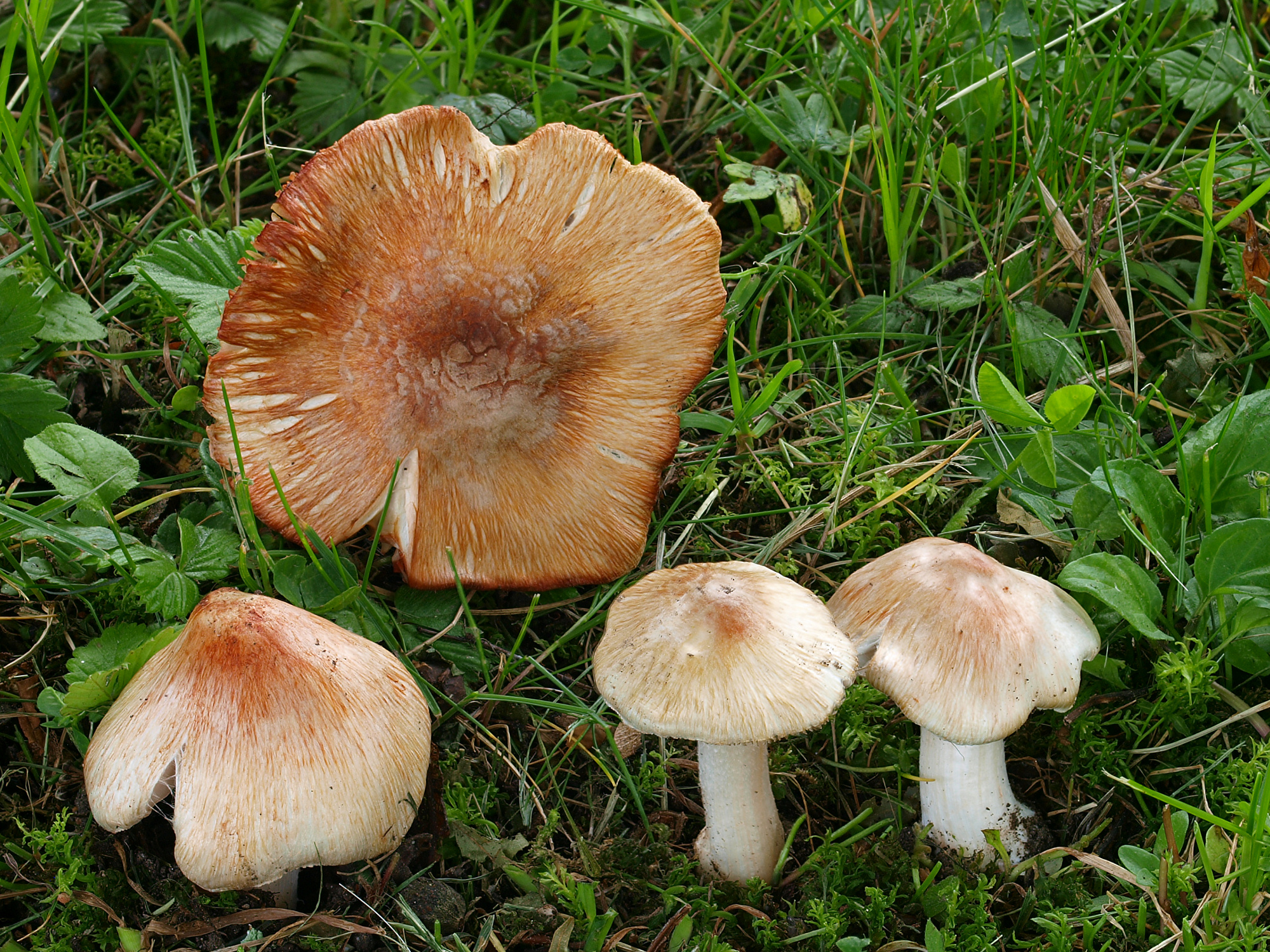
!!!Inocybe erubescens!!!

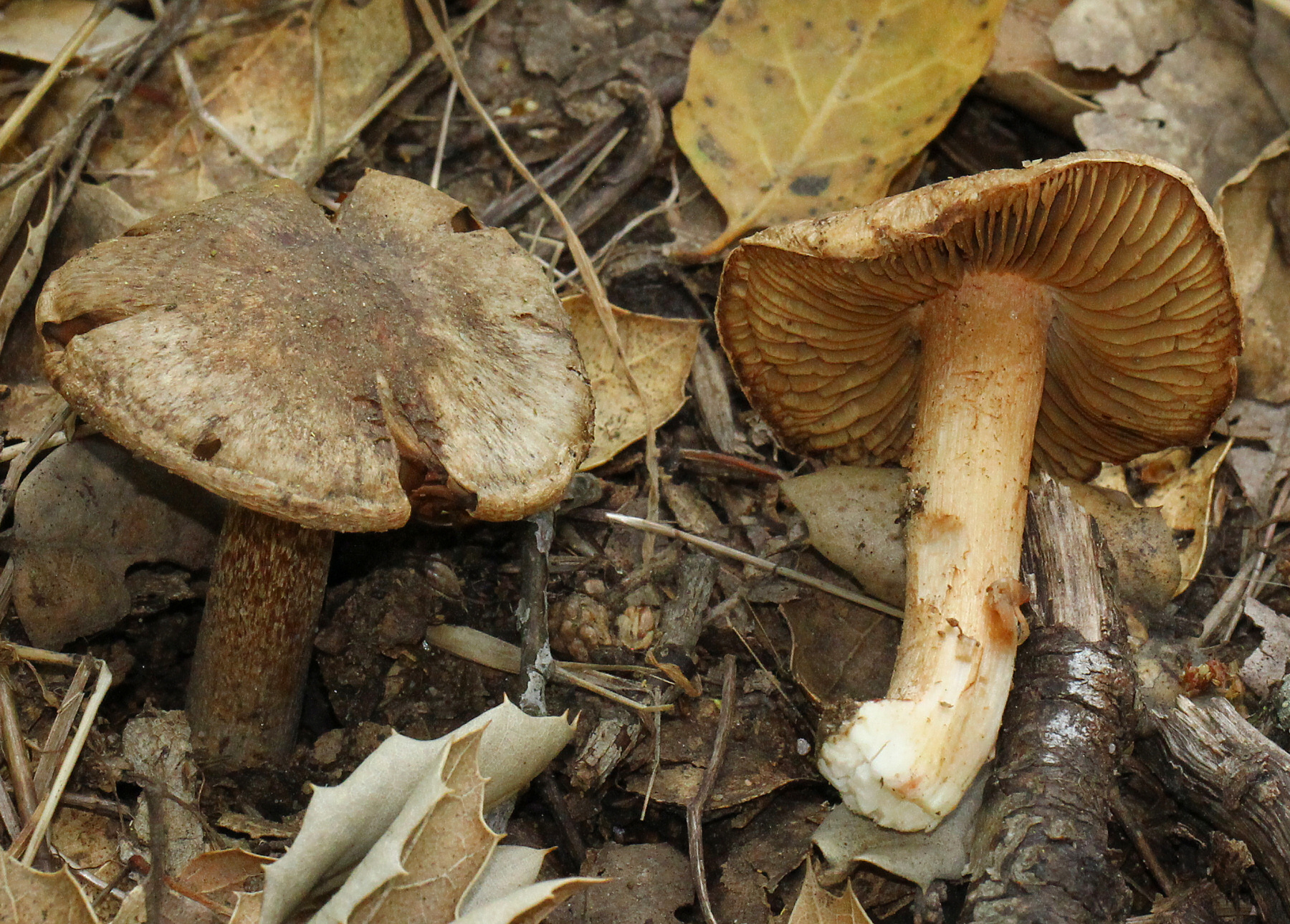
!!Inocybe fraudans!!
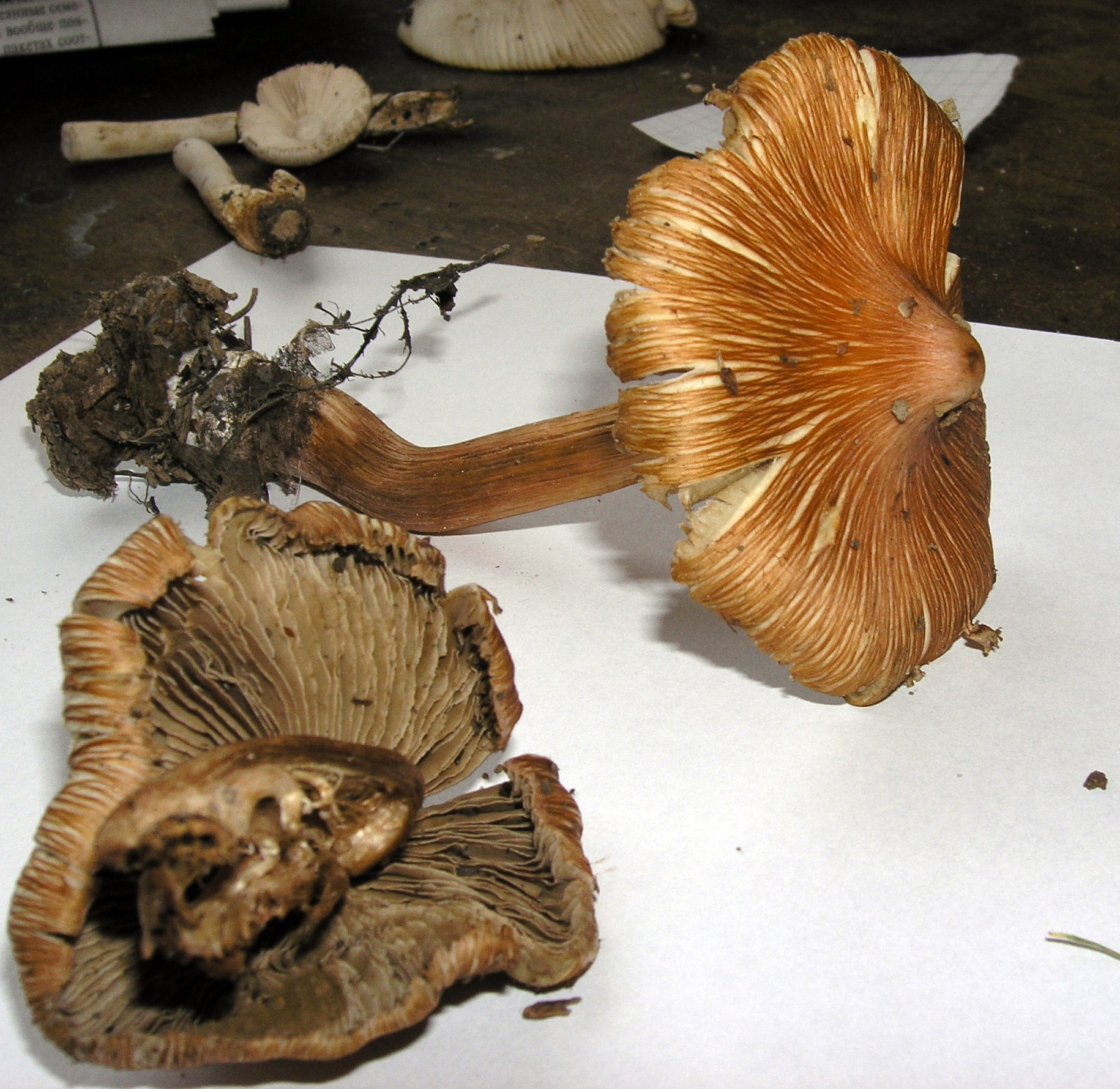
!!!Inocybe godeyi!!!
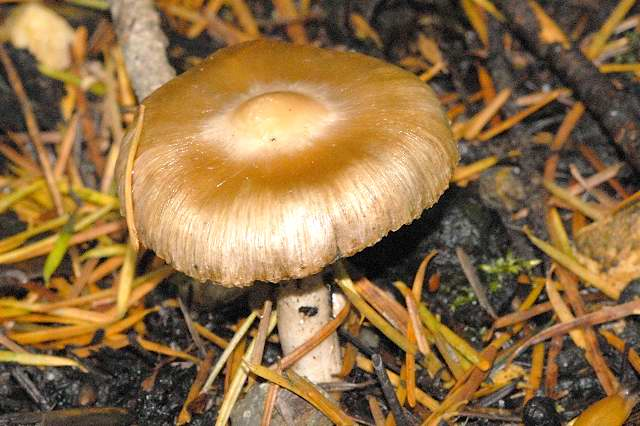
!!Inocybe grammata!!
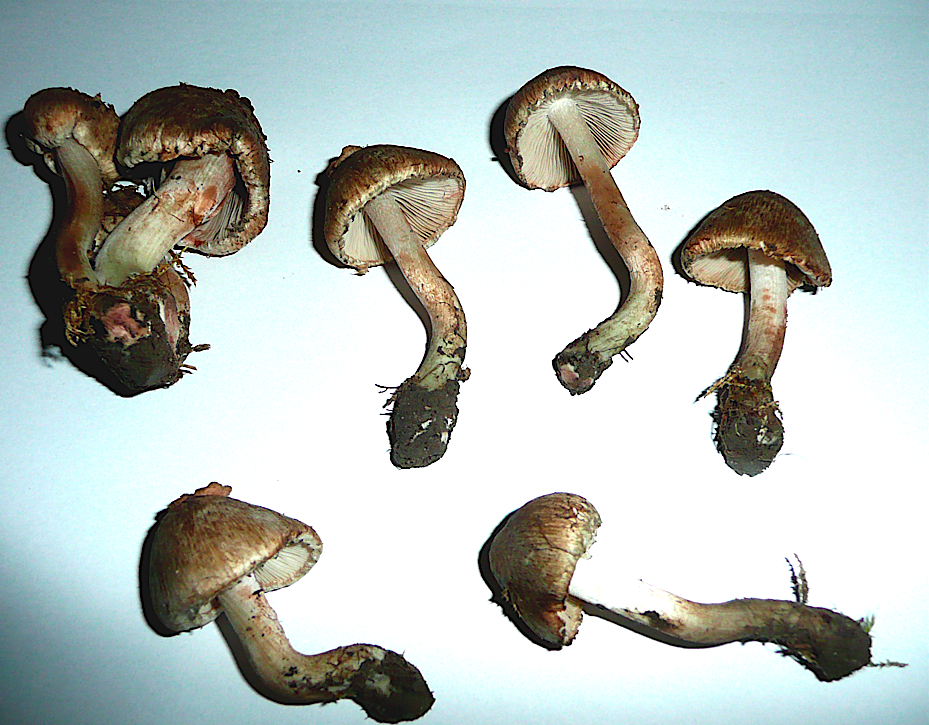
!!!Inocybe haemacta!!!
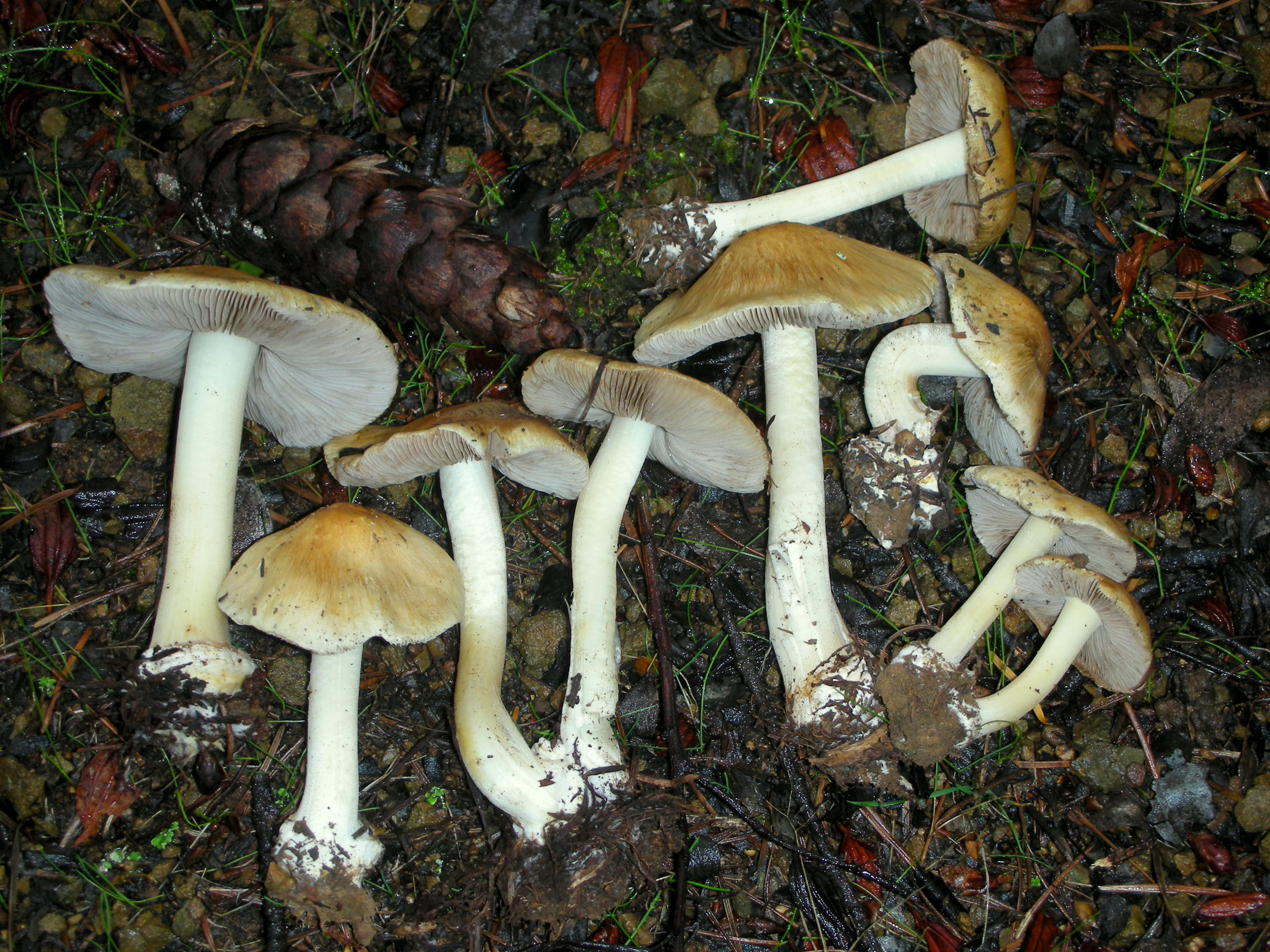
!!Inocybe mixtilis!!
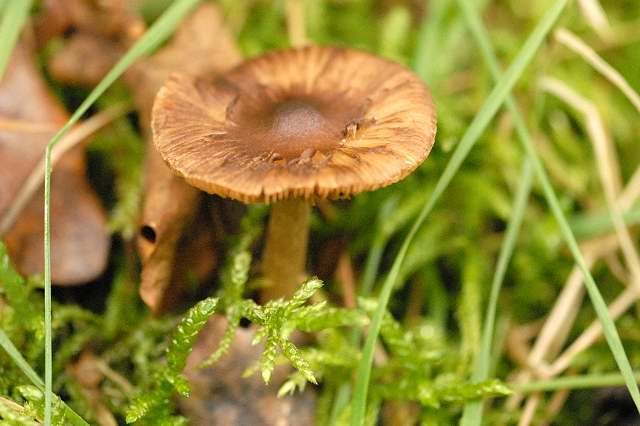
!!!Inocybe napipes!!!

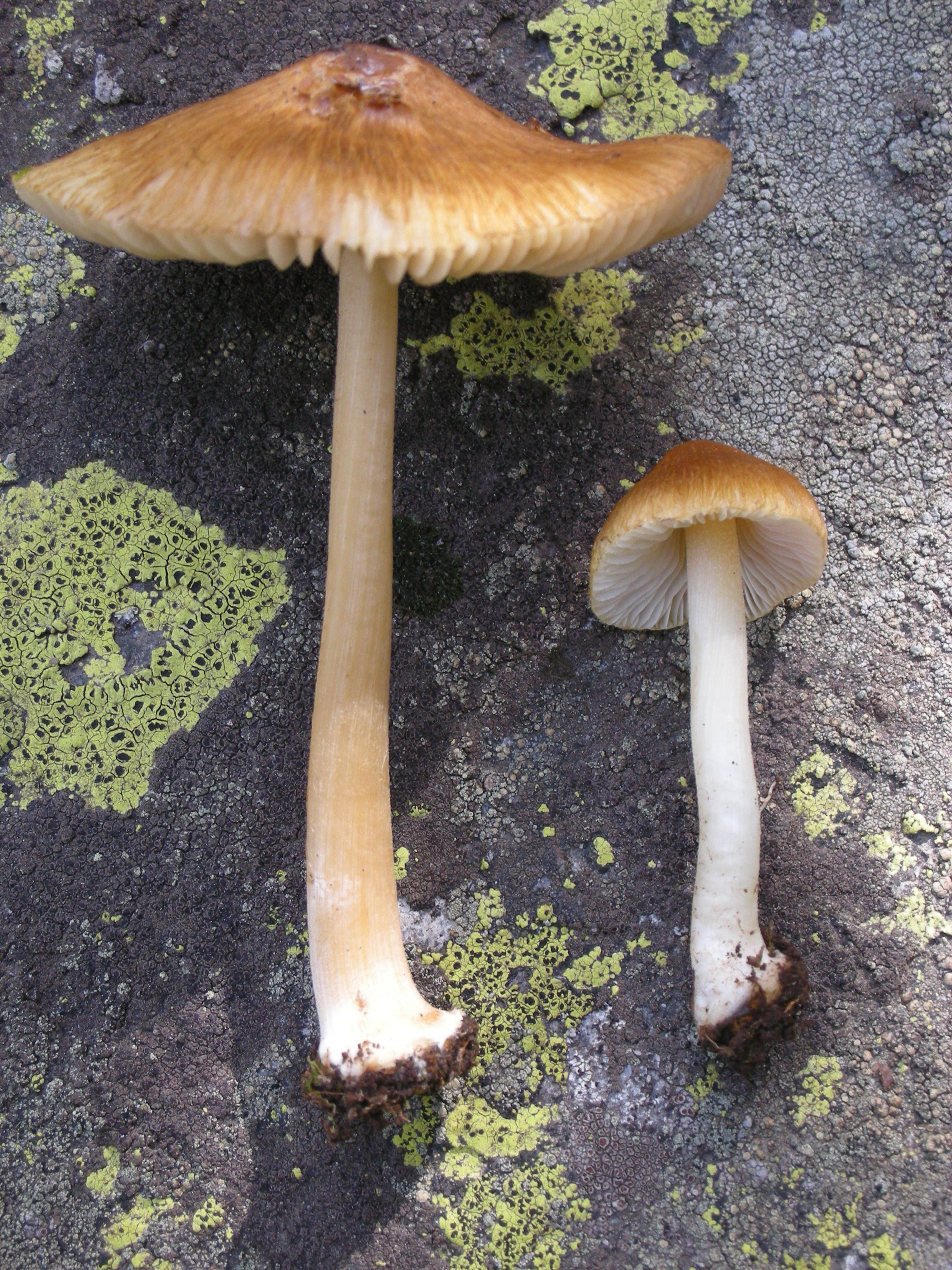
!!Inocybe praetervisa!!
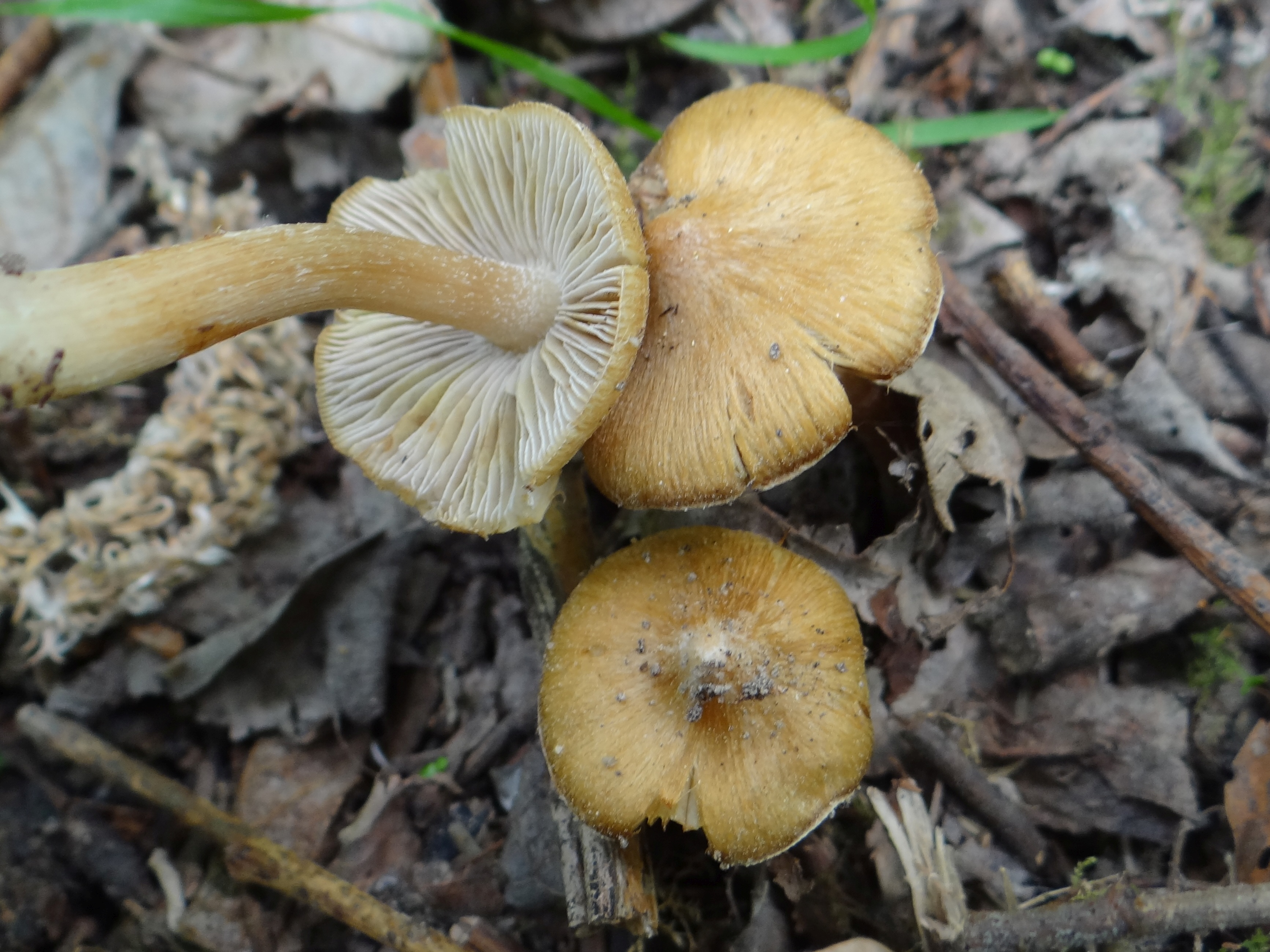
!!!Inocybe rimosa!!!
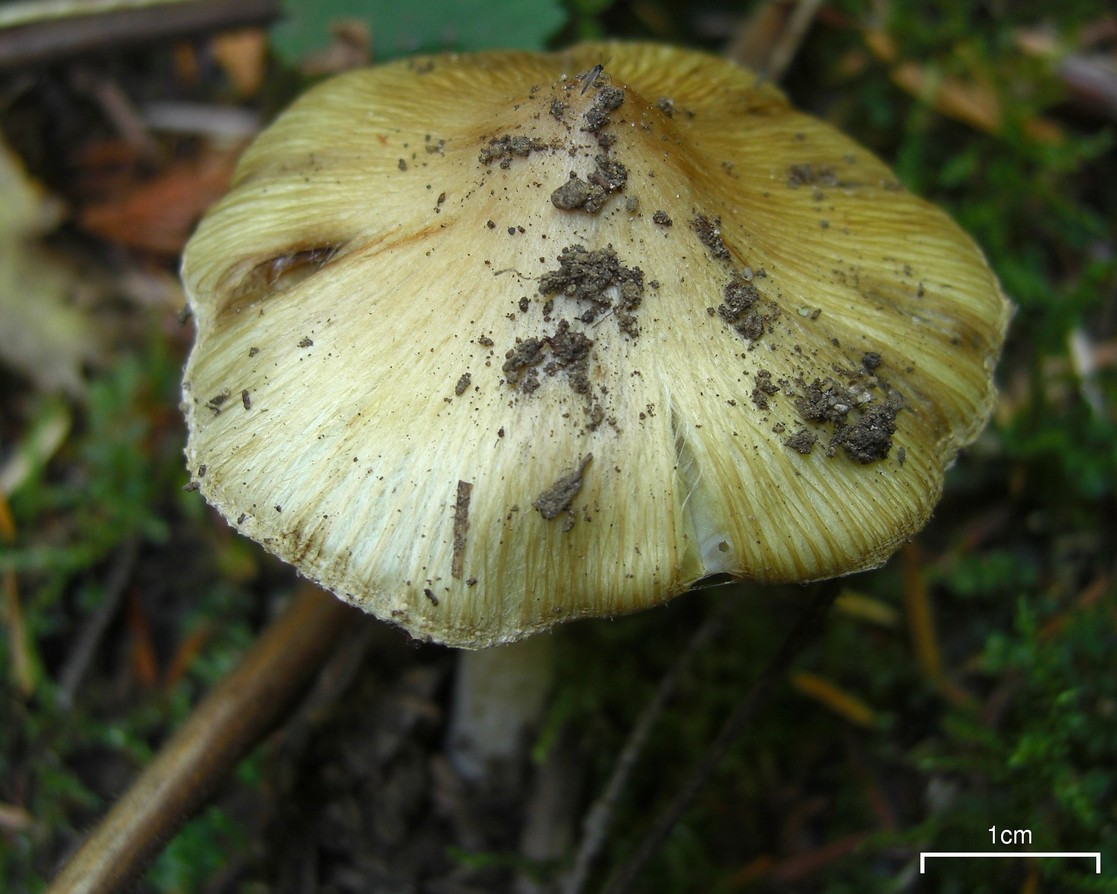
!!Inocybe sororia!!
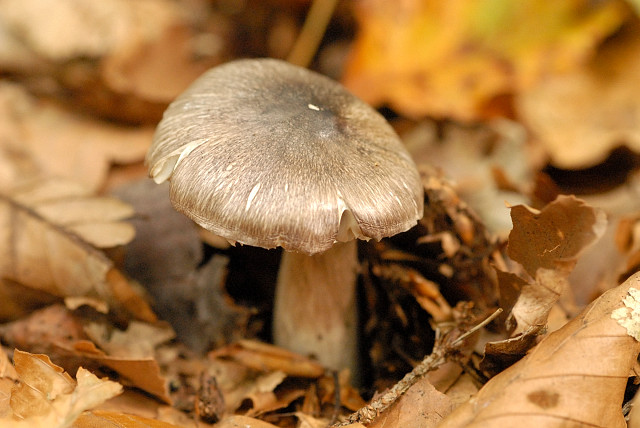
!!!Inocybe splendens!!!
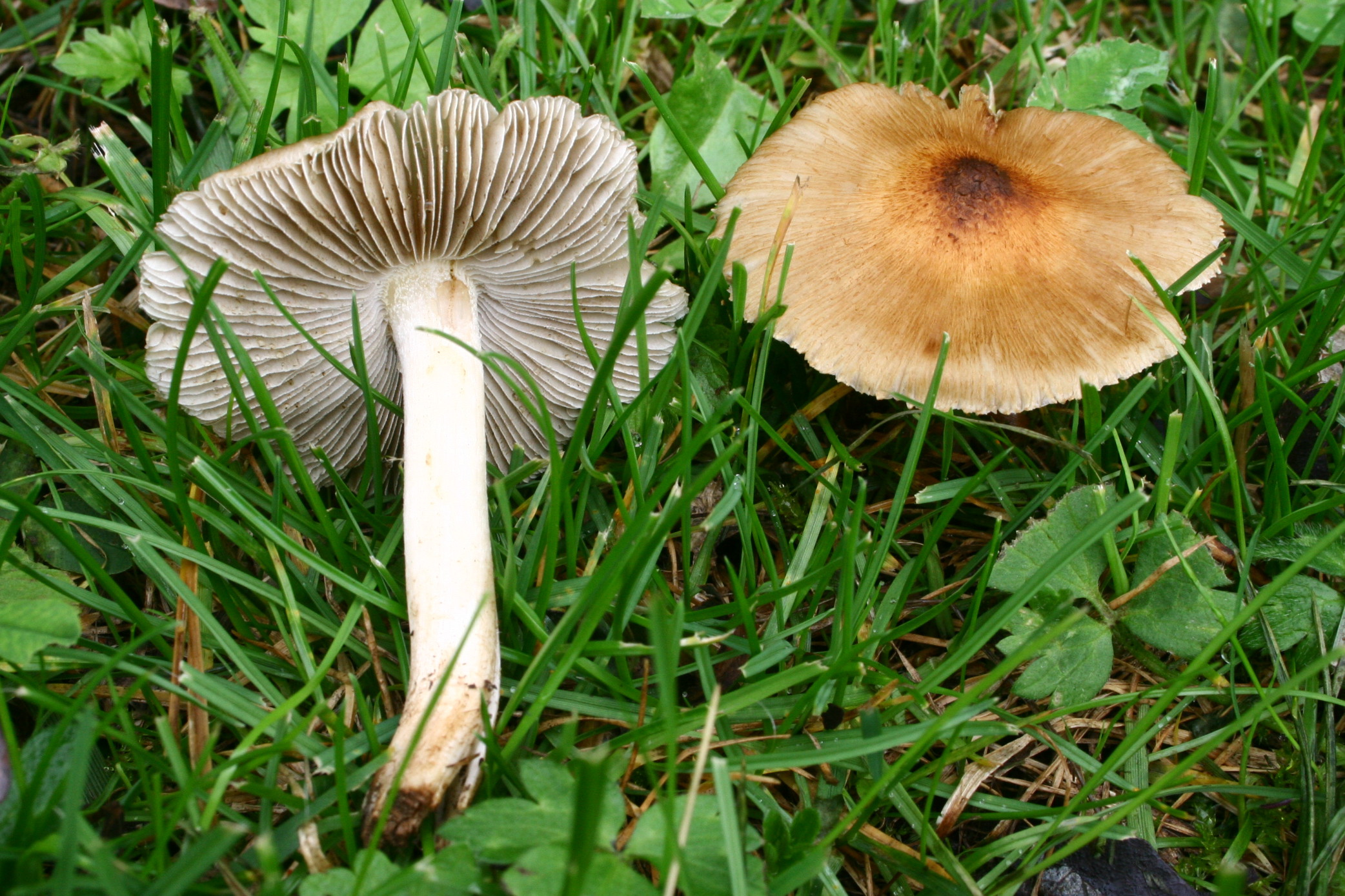
!!!Inocybe squamata!!!
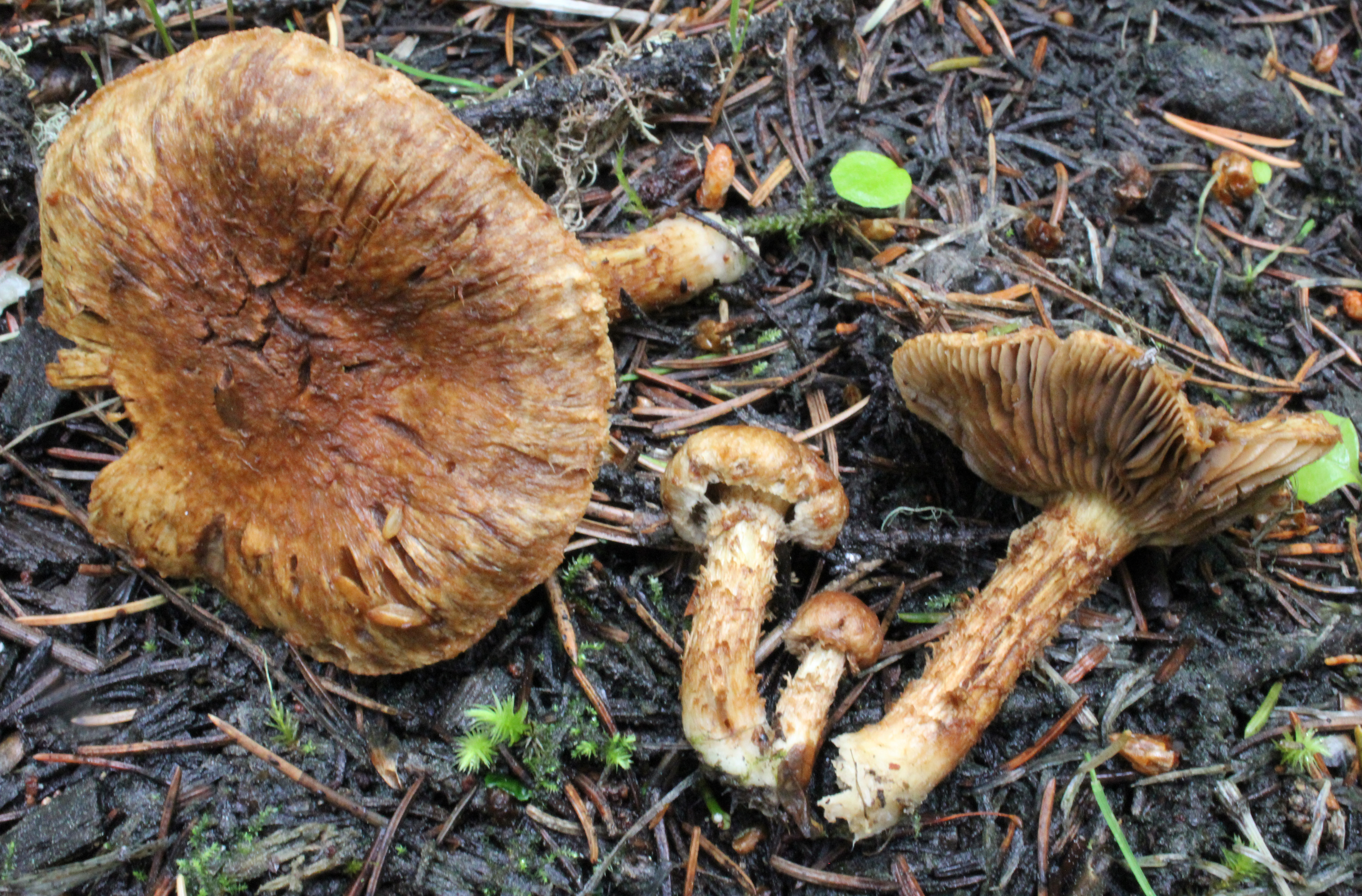
!!!Inocybe terrigena!!!

## Valorificare
Din cauza mirosului penetrant precum al gustului neplăcut, specia este necomestibilă. În plus conține alcaloidul indolic psilocibină, un halucinogen, în doze foarte mici de doar 0,011% bis 0,1%, dar în nici un caz muscarină.
Mai departe, Inocybe corydalina poate fi confundată ușor cu specii letale ale genului ca de exemplu cu Inocybe erubescens.